# José Esteve Edo
José Esteve Edo (Valencia, 3 de marzo de 1917 - 31 de octubre de 2015) fue un escultor valenciano, desde 1979 miembro numerario de la Real Academia de Bellas Artes de San Carlos de Valencia (España) y después supernumerario.
La vocación escultórica ya la sentía desde niño cuando moldeaba en la arcilla que le regalaba un droguero de la calle Tapinería. Como escultor, y sin mantener posturas radicales, fue un adelantado en los años de 1950 del nuevo orden escultórico que divergía de la tradición figurativa seguida desde el siglo XIX. Su mayor aportación a la escultura está ligada al humanismo renacentista. Fue miembro fundador del Grupo Parpalló de artistas valencianos.

## Formación
Con 12 años de edad inicia su formación en la Escuela de Artesanos y de Artes y Oficios.
Después pasa a la Escuela Superior de Bellas Artes de San Carlos, de Valencia. Más adelante será profesor de esta escuela y, después, académico.
Viajó por Europa y América para buscar otras visiones y técnicas que le ayudasen en su formación. La obra de Alberto Giacometti, a quien conoció personalmente, tuvo influencia en la suya.
También ejerció la docencia en la Escuela de Artes Aplicadas y Oficios Artísticos de Toledo.

## Obra
Su estilo artístico evolucionó desde un clasicismo estilizado hacia cierta abstracción.
En la ciudad de Valencia, ubicadas en vías públicas y jardines, se pueden visitar varias obras suyas. 
Así, en Valencia podemos ver, entre otrasː Homenaje a la mujer, Monumento a la Paz, La niña de las coletas, Adolescente, La Maternidad, Muchacha reclinada con libro, A la dona valenciana, El Martirio y La Virtud en la ermita de Santa Lucía, Fuente del Canónigo Liñán,  los bajorrelieves del Instituto San Vicente Ferrer y los del Centro de Cálculo de la Caja de Ahorros de la calle Cardenal Benlloch.
En Algemesí podemos encontrar dos obras suyas en la Parroquia María Auxiliadora: la imagen de la titular, María Auxiliadora, y un Cristo.
Tiene obras en museos, como en el Museo de Arte Contemporáneo (Madrid), el San Pío V (Valencia), el Singer-Laren (Holanda), el Camón Aznar (Zaragoza) y el Garibaldi-Brag (Portugal), entre otros. En Nules se encuentra, por donación del artista, gran parte de su legado en el Museo de Medallística Enrique Giner.
Participó en las obras de reconstrucción del altar mayor de la iglesia de San Martín de Valencia.

## Premios y distinciones
En orden cronológicoː
- 1940. Primer Premio de Escultura en la I Exposición de Arte Universitario de Valencia.
- 1943. Bolsa de Viaje de Escultura General Aranda. Escuela Superior de Bellas Artes de San Carlos de Valencia.
- 1945. Medalla de Oro en Escultura en la VI Exposición de Arte Universitario de Valencia.
- 1945. Primer Premio Nacional de Escultura en la Exposición Nacional de Bellas Artes. Ministerio de Educación Nacional. Dirección General de Bellas Artes.
- 1948. Beca de Ampliación de Estudios del Gobierno Francés. Embajada de Francia.
- 1950. Beca de Intercambio para ampliación de estudios en Italia Dirección General de Relaciones Culturales. Ministerio de Asuntos Exteriores.
- 1953. Primer Premio en el Concurso Nacional del Monumento a la Vendimia. Ayuntamiento de Requena.
- 1955. Medalla de Oro conmemorativa en la II Bienal Hispanoamericana de Arte. Instituto Iberoamericano de Valencia.
- 1962. Beca para Ampliación de Estudios en el Extranjero. Diputación Provincial de Valencia.
- 1968. Primer Premio de Escultura en la XVIII Exposición de Pintores de África. Instituto de Estudios Africanos. Madrid.
- 1968. Segunda Medalla de Escultura en la Exposición Nacional de Bellas Artes. Ministerio de Educación y Ciencia. Sección de Museos y Exposiciones. Madrid.
- 1974. Medalla de escultura del XXXII Salón de Otoño del Círculo de Bellas Artes, por su obra Hermanitos.[7]
- 1974. Becado al Aaiún (Sáhara español) por la  Presidencia del Gobierno. Dirección General de Promoción del Sáhara y Dirección del Instituto de Estudios Africanos.
- 1975. Primer Premio de Escultura en la XXV Exposición de Pintores de África.  Dirección General de Promoción del Sáhara Madrid.
- 1982. Segundo Premio de Escultura en el Trofeo Internazionale Medusa Aurea 1982. Accademia Internazionale d'Arte Moderna. Roma Italia.

En 1969 el ayuntamiento de Valencia realizó una exposición antológica de su obra, en las salas del Museo Histórico de la ciudad de Valencia.
Tiene dedicada una calle con su nombre en su ciudad, de la que fue nombrado hijo adoptivo en 2004.
En 2004 recibió la Alta Distinción al Mérito Cultural de la Generalidad Valenciana.
En septiembre de 2009 expuso parte de su obra en Taiwán, en una exposición colectiva de artistas valencianos.